# Владимир Урумов
Владимир Урумов (роден на 28 август 1990 г.) е български щангист. Европейски бронзов медалист.